# Правительство спасения Сирии
Прави́тельство спасе́ния Си́рии (аббрев. ПСС; араб. حكومة الإنقاذ السورية‎, Ḥukūmat al-ʾInqādh al-Sūriyya) — квазигосударственное образование, одно из правительств сирийской оппозиции, сформированное в ноябре 2017 года исламистской группировкой «Хайят Тахрир аш-Шам» в ходе гражданской войны в Сирии. По состоянию на декабрь 2024 года, ПСС контролировало мухафазу Идлиб, большую часть мухафазы Халеб и часть территории Латакии и Хамы.
ПСС фактически представляло собой авторитарную технократическую исламскую республику, полностью подчинённую руководству «Хайят Тахрир аш-Шам».
В декабре 2024 года глава Правительства спасения Сирии Мухаммед аль-Башир был уполномочен сформировать новое правительство на переходный период после захвата Дамаска оппозиционными силами.

## История
Территория мухафазы Идлиб до 2017 года была точкой для сплочения множества соперничающих между собой местных советов и фракций, таких как Свободная сирийская армия и Ахрар аш-Шам, выступающих против режима Асада. Однако, местные предприниматели и активисты неоднократно пытались создать единое правительство, но большинство попыток провалилось. Это стало возможным лишь в 2017 году, когда шесть джихадистских группировок, включая Джебхат ан-Нусра, после разрыва отношений с Аль-Каидой, объединились в единую вооружённую суннитскую исламистскую террористическую организацию «Хайят Тахрир аш-Шам» (ХТШ). Со временем она консолидировала контроль над регионом, захватив в том же году Идлиб и стратегически важный пограничный пункт Баб-эль-Хава на границе с Турцией. После абсолютного захвата и последующей централизации власти, ХТШ поддержала проект правительства, полностью состоящего из технократов. Были опубликованы четыре принципа правительства, одни из которых заключаются в том, что необходимо сохранять сирийскую и исламскую идентичность, а также в том, что исламский шариат должен являться единственным источником законодательства.
После захвата власти, чтобы устранить беспокойство в регионе, в 2017 году ХТШ создало подконтрольное «Правительство спасения Сирии» (ПСС), состоящее из технократов. ХТШ разрешило не согласовывать некоторые аспекты управления, но при условии сохранения жёсткого контроля над порядком и крупными секторами местной экономики, которые она считала приоритетными, по типу нефти, которая является для ХТШ значительным источником дохода. После создания правительства, населённым пунктам пришлось подчиниться. ХТШ запретило создание альтернативных структур, включая суды, не находящиеся под официальной юрисдикцией ПСС, закрепив господствующее положение в регионе.
ПСС являлось квазигосударством с собственными премьер-министром, министерствами и местными департаментами, оставаясь под фактической властью ХТШ, несмотря на некоторую независимость в собственных решениях. В ПСС существовал Совет шуры — местный выборный орган, представляющий местные общины и перемещённые группы в Идлибе. Но правительство не было избрано демократическим путём, министры назначались с одобрения Совета шуры и консультативного совета, состоящего из видных местных деятелей, которые должны быть выбраны руководством ХТШ. Ни одна женщина не занимала руководящие должности в ПСС. 
ХТШ отмечал свои достижения в управлении и инфраструктуре, чтобы легитимизировать своё правление и продемонстрировать стабильность населению. Благодаря реализованным реформам, Хайат Тахрир аш-Шам оказалась единственной группировкой с определённым планом действий в чрезвычайных ситуациях, создав для этого специальный орган в 2020 году. Благодаря этому, они использовали подход, охватывающий всё общество, позволяя быстро мобилизовать ресурсы для решения кризисов. В декабре 2021 года был основан военный колледж для захваченных территорий.
Хайят Тахрир аш-Шам, желая получить международное признание, начало сближение с зарубежными странами, особенно с Турцией. Религиозная политика в Идлибе была относительно мягкой и неопределённой. Руководство желало максимально дистанцироваться от джихадистских группировок и жестокого применения законов шариата, и, в конце концов, власти фактически разрешили исповедовать другие религии и открывать другие церкви, позволяя христианам исповедовать свою веру, хоть и с ограничениями, включая запрет на публичную демонстрацию крестов. Стоит подметить, что ХТШ никогда не отказывалась от своих салафитских взглядов. Группировка решила сохранять баланс, фактически реализуя более мягкие концепции шариатской политики. В ПСС существовал религиозный совет, действовавший в соответствии с шариатом и исламским правом. ХТШ ввела строгие правила на ношение одежды, ограничения на передвижение, образование и трудоустройство, а также наказания за действия, которые считаются преступлениями в соответствии с исламским правом. Политика ХТШ и рост влияния Турции спровоцировали недовольство некоторых радикальных группировок. Они обвиняли ХТШ в отходе от исламских принципов, утверждая, что та отказалась от джихадизма в пользу национализма. Критики ХТШ попытались создать альтернативные группировки, но они были быстро подавлены. Не смотря на такую политику, правозащитные группы всё равно обвиняли ПСС и ХТШ в злоупотреблении властью и дискриминации в отношении религиозных и этнических меньшинств. Свобода слова активно подавлялась с помощью насилия и произвольных арестов. ХТШ также приветствовал возвращение Талибана к власти в Афганистане в 2021 году. Он ставил его в пример эффективного баланса целей джихадистов с политическими стремлениями, что и стремилось делать ХТШ.
За несколько месяцев до совместного наступления сирийской оппозиции, ХТШ и ПСС оставались крайне непопулярными в Идлибе, сталкиваясь со общественным несогласием. В феврале 2024 года в Идлибе были массовые протесты с требованием отставки эмира ХТШ Абу Мухаммада аль-Джулани и осуждением проводимой им политики. Протестующие сравнивали режим Джулани с режимом Асада, обвиняя его в устранении инакомыслия и авторитаризме. В протестах приняли участие не только сирийские активисты, но также и исламисты. В итоге, ХТШ в течение года провело несколько реформ: оно реформировало службу безопасности, которую обвиняли в нарушениях прав человека, и позволило гражданам направлять свои жалобы, создав для этого соответствующий департамент. В то же время, критики режима обвиняли власти в том, что это было просто шоу для успокоения несогласных. Известны случаи арестов и предполагаемых пыток диссидентов, которые руководили протестами. Однако, Джулани заявлял, что злоупотребления в тюрьмах не совершались по приказам ХТШ и виновные уже наказаны.
13 января 2024 года Совет шуры избрал премьер-министром ПСС Мухаммеда аль-Башира. ХТШ, совместно с остальной сирийской оппозицией, 30 ноября 2024 года, начала внезапное наступление и взяла под контроль Алеппо, не встретив сопротивления со стороны сирийской армии. После этого они захватили город Хама и быстро продвинулись к Хомсу. 8 декабря 2024 года, к вечеру, ХТШ ворвались в Дамаск, знаменуя падение режима Асада и начало переходного периода в Сирии.